# Flugunfall der Kapowsin Air Sports 2007
Der Flugunfall der Kapowsin Air Sports 2007 ereignete sich am 7. Oktober 2007, als eine auf einem Flug vom Star-Snake River Skydiving Airport in Idaho zum Sheldon-Sanderson Field, Washington befindliche Cessna 208 Caravan außer Kontrolle geriet und 55 Kilometer westsüdwestlich von Naches, Washington abstürzte. Bei dem Unfall kamen alle 10 Insassen der Maschine ums Leben.

## Flugzeug
Bei der Maschine handelte es sich um eine 1994 gebaute Cessna 208B Grand Caravan mit der Werknummer 208B0415, die am 2. Januar 1994 an die norwegische Trans Wing A-S ausgeliefert und von dieser mit dem Luftfahrzeugkennzeichen LN-TWF zugelassen wurde. Am 14. Januar 1999 übernahm Atlantic Aero Inc. die Maschine und ließ diese mit dem neuen Kennzeichen N430A zu. Die Kapowsin Air Sports hatte die Cessna ab dem 1. April 1999 in Betrieb. Das einmotorige Zubringerflugzeug war mit einem Turboproptriebwerk des Typs Pratt & Whitney Canada PT6A-114A mit 505 kW (675 PS) ausgestattet, das mit einem dreiblättrigen, verstellbaren Hartzell-Propeller bestückt war. Bis zum Zeitpunkt des Unfalls hatte die Maschine eine Gesamtbetriebsleistung von 9.604 Betriebsstunden absolviert.

## Insassen
An Bord der Maschine befanden sich neun Fallschirmspringer sowie ein 46-jähriger Pilot als einziges Besatzungsmitglied. Der Pilot verfügte über 2.054 Stunden Flugerfahrung, wovon er 296 Stunden im Cockpit der Cessna 208B absolviert hatte. In der Funktion des Pilot Flying hatte er mit sämtlichen von ihm geflogenen Flugzeugtypen insgesamt 1.963 Flugstunden absolviert.

## Unfallhergang
Nach einem Wochenendausflug befand sich die Gruppe von neun Fallschirmspringern und dem Piloten auf dem Rückweg zu ihrer Fallschirmsprungbasis auf dem Shelton-Sanderson Field im US-Bundesstaat Washington. Der Pilot hatte an dem Tag mehrere Fallschirmsprungflüge durchgeführt und war am frühen Nachmittag auf dem Star-Snake River Parachuting Airport im US-Bundesstaat Idaho gelandet, um die Maschine für den Heimflug vorzubereiten. Die Cessna sollte durch eine Wetterzone fliegen, in der Wolkendecken, Turbulenzen und Vereisungsbedingungen zu erwarten waren, weswegen sich der Pilot umfassend über das Wetter entlang der Strecke informierte. Er wartete mit dem Abflug, bis die Wetterbedingungen sich soweit verbesserten, dass er annahm, er könne den Flug nach Sichtflugregeln durchführen. Die Maschine startete um 17:50 Uhr Ortszeit vom Snake River Skydiving Airport in Star, Idaho. Etwa zwei Stunden später befand sich die Maschine im Luftraum des Bundesstaats Washington, wobei es dunkel war und der Mond an diesem Abend aufgrund von Wolkendecken, welche die Maschine durchflog, das Gebiet nur geringfügig ausleuchtete. Den Satellitenbildern und Aufnahmen des Cockpit Voice Recorders zufolge durchflog die Maschine höchstwahrscheinlich ein Gebiet mit einer unterbrochenen oder geschlossenen Wolkendecke, welche sich unterhalb und oberhalb ihrer Flughöhe fortsetzte. In dem Gebiet habe es ferner wahrscheinlich Leewellen gegeben, welche mit Vereisungsbedingungen einhergehen konnten. Die aufgezeichneten Radardaten ließen darauf schließen, dass der Pilot wahrscheinlich versuchte, die Maschine oberhalb, unterhalb oder seitlich an der Wolkendecke vorbei zu manövrieren, um aus den Regenwolken herauszufliegen. Offenbar habe er dies getan, während er versuchte, den Flug im Sichtflug fortzusetzen. Die Maschine flog wahrscheinlich innerhalb der letzten drei Flugminuten in eine Wolkendecke ein und war dabei möglicherweise Vereisungsbedingungen und Turbulenzen ausgesetzt. Die Kontrolle über die Maschine ging kurz darauf verloren.

## Unfalluntersuchung
Nach dem Unfall übernahm das National Transportation Safety Board (NTSB) die Ermittlungen zur Absturzursache. Die Unfalluntersuchung ergab, dass der Anstellwinkel der Maschine unmittelbar vor dem Absturz sich binnen weniger Augenblicke deutlich erhöht hatte. Die Leistungsdaten ließen auf einen Strömungsabriss schließen. Mit der Maschine, welche bauartbedingt nicht über eine Druckkabine verfügte, sei eine Stunde lang eine Flughöhe von 14.000 Fuß beibehalten worden. Unmittelbar vor dem Absturz habe sie nach aufeinanderfolgend geflogenen 360-Grad-Kurven, bei denen die Maschine stieg und wieder sank, Flughöhen von 15.000 Fuß erreicht. Auf dem Flug wurden keine Sauerstoffgeräte verwendet. In solchen Flughöhen können Piloten eine Hypoxie erleiden, ohne wahrnehmbare Symptome einer solchen zu verspüren. Der Pilot war nur für Sichtflüge zertifiziert.
Das NTSB kam zu dem Schluss, dass die wahrscheinlichste Unfallursache das Unvermögen des Piloten gewesen sei, während des Manövrierens der Maschine eine hinreichende Fluggeschwindigkeit beizubehalten, um einen Strömungsabriss abzuwenden. Als beitragende Faktoren wurden seine mögliche partielle Handlungsunfähigkeit aufgrund einer Hypoxie angegeben, ebenso wie das wissentliche Durchfliegen eines Gebietes, in dem widrige Wetterverhältnisse herrschten. Zu den Unfallumständen hätten ferner Wolken, Turbulenzen und die Dunkelheit beigetragen, welche einen unterbliebenen Instrumentenflug nahelegten.